# Pixie Lott
Pixie Lott (n. Victoria Louise Lott , 12 ianuarie 1991) este o cântăreață-compozitoare și actriță engleză. Single-ul ei de debut, "Mama Do (Uh Oh, Uh Oh)" a fost lansat pentru downloadat pe 6 iunie 2009 și oficial pe 8 iunie, ajungând direct pe primul loc în Marea Britanie în săptămâna 14 iunie 2009. Conform Billboard.com ea este prima cântăreață solo ce debutează pe primul loc în UK Singles Chart (cu piesa Mamma Do) fără să fie lansată de un reality show ce caută talente. 

## Biografie
Lott locuiește în Essex împreună cu tatăl său, care este un stock broker, și mama sa, casnică; ea are o soră și un frate mai mare. Mama ei i-a pus porecla „Pixie” pentru că era „un copil mic și drăgălaș” ce semăna cu o zână.
După ce a început să cânte în școala-biserică, Lott a mers la „Italia Conti Associates Saturday school” din Chislehurst de la 5 ani, apoi familia ei s-a mutat în Essex, unde ea a primit o bursă de studiu la școala Italia Conti Academy of Theatre Arts. În timpul acestei școli ea a apărut în muzicalul Chitty Chitty Bang Bang din London Palladium și în Celebrate the Sound of Music a BBC One ca Louisa von Trapp. La 14 ani ea a făcut parte din corul lui Roger Waters în opera Ça Ira.

## Viața personală
Lott are o relație cu modelul de modă Oliver Cheshire din 2010. S-au logodit în noiembrie 2016. S-au căsătorit la Catedrala Ely pe 6 iunie 2022, în urma unei întârzieri din cauza COVID-19.

## Apariții în filme și la tv
- 2005: Celebrate the Sound of Music (BBC One) — Louisa von Trapp
- 2007: Genie in the House (Nickelodeon) — cântăreață/dansatoare
- 2009: Alan Carr: Chatty Man (Channel 4)

## Discografie

### Albume
- Turn It Up (2009)

### Single-uri
| An   | Titlu                    | Poziția cea mai înaltă | Poziția cea mai înaltă | Poziția cea mai înaltă | Poziția cea mai înaltă | Poziția cea mai înaltă | Poziția cea mai înaltă | Poziția cea mai înaltă | Poziția cea mai înaltă | Poziția cea mai înaltă | Poziția cea mai înaltă | Poziția cea mai înaltă | Poziția cea mai înaltă | Poziția cea mai înaltă | Album      |
| An   | Titlu                    | UK                     | IRE                    | NL                     | AUS                    | NZ                     | DEN                    | EU                     | CZE                    | SWI                    | SLO                    | SWE                    | BEL (FLA)              | BEL (WAL)              | Album      |
| ---- | ------------------------ | ---------------------- | ---------------------- | ---------------------- | ---------------------- | ---------------------- | ---------------------- | ---------------------- | ---------------------- | ---------------------- | ---------------------- | ---------------------- | ---------------------- | ---------------------- | ---------- |
| 2009 | "Mama Do (Uh Oh, Uh Oh)" | 1                      | 13                     | 20                     | 57                     | 19                     | 24                     | 5                      | 24                     | 17                     | 12                     | 56                     | 22                     | —                      | Turn It Up |
| 2009 | "Boys and Girls"         | 73                     | 45                     | —                      | —                      | —                      | —                      | —                      | —                      | —                      | —                      | —                      | —                      | —                      | Turn It Up |

### Alte melodii
- „Use Somebody” UK #52
- „Cry Me Out”
- „What Do You Take Me For?”
- „Broken Arrow”
- „All About Tonight”
- „Gravity”
- „Kiss The Stars”